# Hoplitis idaensis
Hoplitis idaensis är en biart som först beskrevs av Warncke 1991.  Hoplitis idaensis ingår i släktet gnagbin, och familjen buksamlarbin. Inga underarter finns listade i Catalogue of Life.